# 阿尼林島
54°19′S 36°28′W / 54.317°S 36.467°W
阿尼林島（英語：Aniline Island），是南極洲的島嶼，位於南喬治亞群島，處於達特毛斯角西南面1.5公里的莫雷納灣，海拔高度5米，在1951年由英國研究隊命名，由英國海外領土管轄。